# Robert Chancel
 (juillet 2020).
Si vous disposez d'ouvrages ou d'articles de référence ou si vous connaissez des sites web de qualité traitant du thème abordé ici, merci de compléter l'article en donnant les références utiles à sa vérifiabilité et en les liant à la section « Notes et références ».
Robert Chancel, né le 11 juillet 1924 à Salers et mort le 21 janvier 2018 à Colmar était un pilote de course français.

## Carrière en sport automobile
Robert Chancel est pilote d'usine à Panhard et Monopole dans les années 1950. Il obtient son meilleur résultat au classement général des 24 Heures du Mans lors de l'édition 1952 avec la 12e place sur Panhard Dyna X 86. Il termine troisième du Grand Prix de Roubaix 1953 derrière René Bonnet en DB HBR et Roberto Mieres en Gordini T15S 1.5. Il remporte les 4 heures du Forez du 8 mai 1955, remportant la catégorie 1 000 cc. Il est le frère du pilote de course Pierre Chancel avec lequel il dispute trois fois les 24 Heures du Mans. 

## Statistiques

### Le-Mans
| Édition | Écurie                          | Châssis               | Coéquipier         | Résultat                       | Note  |
| ------- | ------------------------------- | --------------------- | ------------------ | ------------------------------ | ----- |
| 1952    | Automobiles Panhard             | Panhard X 86          | Charles Plantivaux | 12e                            |       |
| 1953    | Automobiles Panhard et Levassor | Panhard X 88          | Pierre Chancel     | 21e                            |       |
| 1954    | Automobiles Panhard et Levassor | Panhard X 88          | Pierre Chancel     | Abondon 17e heure              |       |
| 1955    | Automobiles Panhard et Levassor | Monopole VM 5         | Pierre Chancel     | Abandon 11e heure Alimentation |       |
| 1957    | Ecurie Monopole Courses         | Panhard Monopole X 88 | Pierre Flahault    | Abandon 24e heure Moteur       | [ 2 ] |